# Grant Ferguson
Grant Ferguson (né le 15 novembre 1993) est un coureur cycliste écossais, spécialiste du cyclo-cross et du VTT. 

## Biographie
Grant Ferguson naît le 15 novembre 1993 au Royaume-Uni.
Spécialiste du cyclo-cross et du VTT, il entre en 2013 dans l'équipe Superior-Brentjens MTB devenue en 2014 Betch.nl Superior Brentjens MTB Racing.

## Palmarès en cyclo-cross
- 2010-2011[1]
  - 2e du championnat de Grande-Bretagne de cyclo-cross juniors
- 2011-2012
  - 3e du championnat de Grande-Bretagne de cyclo-cross espoirs
- 2012-2013
  -  Champion de Grande-Bretagne de cyclo-cross espoirs
- 2013-2014
  -  Champion de Grande-Bretagne de cyclo-cross espoirs
- 2014-2015
  -  Champion de Grande-Bretagne de cyclo-cross espoirs
  - National Trophy Series #6, Derby
- 2017-2018
  -  Champion de Grande-Bretagne de cyclo-cross

## Palmarès en VTT

### Championnats du monde
- Champéry 2011
  - 4e du championnat du monde de cross-country juniors
- Lillehammer-Hafjell 2014
  - 5e du championnat du monde de cross-country espoirs
- Vallnord 2015
  -  Médaillé de bronze du cross-country espoirs

### Coupe du monde
- Coupe du monde de cross-country espoirs
  - 2015 : 6e du classement général, vainqueur de deux manches
- Coupe du monde de cross-country
  - 2018 : 65e du classement général

### Championnats d'Europe
- 2011
  -  Médaillé d'argent du championnat d'Europe de cross-country juniors
- 2015
  -  Médaillé d'argent du championnat d'Europe de cross-country espoirs

### Championnats de Grande-Bretagne
- Champion de Grande-Bretagne de cross-country : 2013, 2014, 2015, 2016, 2017 et 2018

### Autres
- 2013
  - Redruth XC
  - Hopton Woods XC
  - Hadleigh Farm XC
- 2014
  - Bundesliga XCO, Heubach
  - Sherwood Pines XC
  - Cannock Chase XC

## Palmarès sur route
- 2011
  - 2e de la Gipuzkoa Klasika
- 2012
  - Scottish Hill Climb